# Takeshi Ushibana
Takeshi Ushibana (牛鼻 健 Ushibana Takeshi?), född 21 september 1977 i Kagoshima prefektur, är en japansk före detta fotbollsspelare.
Ushibana började sin karriär 2000 i Avispa Fukuoka. Efter Avispa Fukuoka spelade han för YKK AP och Toyama Shinjo Club. Han avslutade karriären 2008.